# Аліса крізь мультивсесвіт
«Аліса крізь мультивсесвіт» (англ. Alice Through the Multiverse, під назвою «Дочка старости» в першому виданні) — науково-фантастичний політичний трилер режисера Браяна Тренчарда-Сміта 2016 року. Це його перша робота як романіста. Описаний автором як «сардонічний погляд на агітпроповську фантастику, що досліджує теми політичної корупції, справедливості, долі та позачасового кохання, з додаванням трохи метафізики для гарної міри», він заснований на «Дочці ката», непродюсерованому сценарії Тренчарда-Сміта, який він почав розробляти 2003 року.

## Сюжет
Аліса прокидається у психіатричній лікарні з думкою, що вона донька ката XVI століття. Вона божевільна? Чи портал у мультивсесвіті відкрився в минуле життя, де на Алісу та її коханого-злочинця полюють корумпований вельможа та його поплічники, які мають своїх двійників у її новому страхітливому житті? Яка мета у молодого вродливого лікаря, який її викрадає? Чому агенти Служби безпеки готові вбивати, щоб заволодіти нею? Чи втручаються космічні сили, щоб змінити і минуле, і майбутнє? Приготуйтеся до закрученого сюжету, до поїздки на американських гірках часових парадоксів, що поєднує жанри трилера та сардонічного погляду на історію, долю та вічне кохання. Приєднуйтесь до Аліси, яка кидається туди-сюди між смертельними змовами, що не піддаються її розумінню. Але Аліса винахідлива і хоробра...— Авторське резюме

## Розробка та публікація

### Розвиток
2003 року, перебуваючи в університетському містечку Каліфорнійського університету в Лос-Анджелесі, де його дружина Маргарет закінчувала докторський ступінь з історії Візантії, Тренчард-Сміт розробив ідею «Аліси крізь мультивсесвіт» на основі його сну, у якому середньовічна молода жінка тікає з страчена опинилася в психіатричній лікарні ХХІ століття. Він продовжував розвивати історію та персонажів між своїми щоденними сеансами плавання в басейні університетського містечка, «наносячи [своїй] руці точки, щойно [він] дійшов до роздягальні». Після початкового відшліфування цих ідей у двох розділах роману він переписав проект як сценарій під назвою «Дочка ката».
«Дочка ката» двічі була обрана за «хороші гроші», але не змогла розпочати виробництво, оскільки Тренчард-Сміт і фінансисти не змогли знайти визнану актрису, яка могла б зіграти головну роль Аліси та її двійниці ХХІ століття, Джейн, і таким чином отримати вигоду. фінансова підтримка великої студії. Повідомляється, що серед тих, хто розглядався і зв'язувався через своїх агентів були, Скарлетт Йоганссон і Кіра Найтлі але Тренчард-Сміт вважає, що жодна з акторок не читала сценарій, зазначивши: «Чесно кажучи, це могло здатися надто дивним передумовою для нової молодої зірки». Щоб привернути подальшу увагу до проєкту, оскільки репутація Тренчарда-Сміта ще не була зміцнена документальним фільмом «Не зовсім Голлівуд: Дика, нерозказана історія експлуатації Оз!» (2008), режисером став Крістіан Альварт, і було написано ще одинадцять чернеток сценарію, щоб догодити різним розповсюджувачам, але зрештою термін дії опції закінчився, і права на роботу повернулися до автора до 2008 року.
Тренчард-Сміт вирішив переписати «Дочку ката» як роман і надіслав чернетки до різних видавництв, але жодне з них не виявило зацікавленості. У 2015 році він вирішив видати роман самостійно і переписав його знову, щоб розвинути характер героїні та політичну тематику історії. Щоб уникнути плутанини з однойменним романом Джейн Гардстафф, він змінив назву книги на «Дочка старости». Незважаючи на позитивні відгуки читачів, автор відчув, що обкладинка та назва книги не привернули увагу молоді, яку він сподівався привернути розповіддю, і що закінчення було незадовільним. Вирішивши перевидати історію під назвою «Аліса крізь мультивсесвіт», він додав до книги додаткові три розділи, включно з новою кінцівкою, яку він придумав за допомогою Маргарет.

Визнаючи, що «Аліса крізь мультивсесвіт» не вписується в окремий жанр, Тренчард-Сміт сказав про розвиток проекту:
Я назвав це жанровою сумішшю / фільмом у формі роману, ніби «Гра престолів» зустрілася з «Ідентифікацією Борна» у «Чудову п'ятницю». Я усвідомлюю, що художня література на сучасному ринку є дуже специфічною для читачів, особливо в самвидаві, і я пливу проти течії, поєднуючи жанри. Але я не міг тримати Алісу в замку в своїй голові. Вона повинна була вийти, тому я сподіваюся, що люди люблять її так само, як я. Я хотів би побачити, як це стане фільмом або телефраншизою. У Аліси більше пригод.

### Публікація
Перше видання «Аліса крізь мультивсесвіт» під назвою «Дочка старости» було опубліковано 16 червня 2016 року. Щоб супроводжувати його випуск, компанія BFX Imageworks створила трейлер, який забезпечив візуальні ефекти чотирьох попередніх фільмів Тренчарда-Сміта з музикою Пенки Кунево. Друге видання вийшло 29 січня 2018 р.

## Відгуки
Письменник Річард Крістіан Метісон, з яким Тренчард-Сміт працював разом над телевізійним серіалом «Хімія», висловив думку, що «Аліса крізь мультивсесвіт» «божевільно висить у скелі з дикими поворотами, злиоб дотепністю та гарячою пристрастю. Дія є кінонокаутом, а Тренчард-Сміт має приголомшливий талант заспалювати».